# طرح نیکداری روستایی
طرح نیکداری روستایی (به انگلیسی: Countryside Stewardship Scheme) در اصل یک طرح کشاورزی-محیط زیستی بود که توسط دولت بریتانیا در سال ۱۹۹۱ راه‌اندازی شد. در شکل اصلی خود در سال ۲۰۱۴ منقضی شد. این طرح برای برنامه توسعه روستایی انگلستان (RDPE) ۲۰۱۴-۲۰۲۰ با ۳٫۱ میلیارد پوند یارانه دولتی برای کشاورزی و جنگلداری راه‌اندازی شد و جایگزین طرح قبلی مراقبت از محیط زیست شد.
نیکداری روستایی:
- حدود ۹۰۰ میلیون پوند برای کمک به حفاظت و بهبود محیط زیست ما کمک خواهد کرد.
- برای همه کشاورزان واجد شرایط، جنگلبانان و مدیران زمین باز خواهد بود.
- یک طرح هدفمند رقابتی است، با کمک‌های مالی به کسانی اعطا می‌شود که بزرگ‌ترین پیشرفت‌ها را در منطقه محلی خود انجام دهند.
- جایگزین نیکداری محیط‌زیست (ES)، طرح کمک هزینه جنگل‌های انگلیسی (EWGS) و کمک‌های مالی از برنامه کشاورزی حساس حوضه آبریز (CSF) می‌شود.

در سال ۲۰۰۵، ۱۶۶۳۶ دارنده موافقتنامه با ۵۳۱۲۸۰ هکتار تحت توافق وجود داشت.